# Улянівка (Миколаївський район)
Уля́нівка — село в Україні, у Сухоєланецькій сільській громаді Миколаївського району Миколаївської області. Населення становить 340 осіб.

## Населення
Згідно з переписом УРСР 1989 року чисельність наявного населення села становила 341 особа, з яких 158 чоловіків та 183 жінки.
За переписом населення України 2001 року в селі мешкало 340 осіб.

### Мова
Розподіл населення за рідною мовою за даними перепису 2001 року:
| Мова       | Відсоток |
| ---------- | -------- |
| українська | 91,47 %  |
| російська  | 2,94 %   |
| молдовська | 2,35 %   |
| білоруська | 1,76 %   |
| циганська  | 1,47 %   |